# ستروبيري شورت كيك (مسلسل)
ستروبيري شورت كيك مسلسل رسوم متحركة أمريكي عرض لأول مرة في 11 مارس 2003 واستمر عرضه حتى 11 سبتمبر 2008. تمت دبلجة المسلسل للغة العربية بواسطة مركز الزهرة وعرض على قناة سبيستون.

### الممثلون

#### الجزء الأول
- تغريد جرجور
- سمر كوكش
- أميرة حذيفي
- لمى الشمندي
- راميا الإبراهيم
و
- آمنة عمر
- زياد الرفاعي

#### الجزء الثالث
- لمى الشمندي
- سمر كوكش
- محمد خير أبو حسون
- رائد مشرف
- سارة سكر
- لينا ضوا
- طالب الرفاعي
- شيرين منصور
- جهينة نعيم
- إسراء الشيخ
- غدير الشعاع
- سارة رضوان
- رشا بيدس
- هبة شالاتي
- ابتسام شكر
- إيمان النابلسي
- هنادي مورللي

## روابط خارجية
- ستروبيري شورت كيك على موقع IMDb (الإنجليزية)
- ستروبيري شورت كيك على موقع روتن توميتوز (الإنجليزية)
- ستروبيري شورت كيك على موقع كينوبويسك (الروسية)
- ستروبيري شورت كيك على موقع ألو سيني (الفرنسية)
- ستروبيري شورت كيك على موقع قاعدة بيانات الفيلم (الإنجليزية)